# Pascal Edmond
Pascal Edmond (Parijs, 19 november 1971) is een golfprofessional uit Frankrijk. Hij is de jongere broer van Olivier Edmond.

## Amateur
Pascal Edmond won in 1986 het nationaal scholenkampioenschap zat in 1987 in het nationale team dat tegen Engeland speelde.

### Gewonnen
- 1986: Nationaal Scholenkampioenschap
- 1990: Nationaal Strokeplaykampioenschap Junioren

## Professional
Pascal werd in 1990 professional. Hoewel hij een aantal jaren op de Challenge Tour speelde, was zijn doel steeds om een goede coach te worden.

### Gewonnen
- 1997: Nationaal PGA Kampioenschap op Eurodisney.
- Omnium van Dyon
- 2000: Open de Saint Omer (toen nog Challenge Tour)